# Laurent Cantet
Laurent Cantet (født 15. juni 1961, død 25. april 2024) var en fransk filminstruktør, der vandt Den Gyldne Palme ved filmfestivalen i Cannes 2008 med filmen Klassen.

## Filmografi
- 1994 - Tous à la manif	Kortfilm
- 1995 - Jeux de plage	Kortfilm
- 1997 - Les sanguinaires
- 1999 - Human Resources
- 2001 - Dobbeltliv
- 2005 - Mod syd
- 2008 - Klassen
- 2012 - Foxfire
- 2012 - 7 días en La Habana (segment "La Fuente")
- 2014 - Himlen over Havana
- 2017 - Workshop